# كانداس شابمان
كانداس شابمان (2 أبريل 1983 في ترينيداد وتوباغو - ) هي لاعبة كرة قدم كندية في مركز الدفاع، شاركت في الألعاب الأولمبية الصيفية 2012 والألعاب الأولمبية الصيفية 2008. وشاركت مع منتخب كندا تحت 20 سنة للسيدات لكرة القدم ومنتخب كندا لكرة القدم للسيدات. أما مع النوادي، فقد لعبت مع بوسطن بريكرز ووسترن نيويورك فلاش وواشنطن سبيريت وفانكوفر وايتكابس (نادي كرة قدم) ووسترن نيويورك فلاش وVancouver Whitecaps FC (women) ‏ وAtlanta Silverbacks Women ‏ وإف سي قولد برايد وأتلانتا سيلفرباكس وToronto Inferno ‏.

## وصلات خارجية
- كانداس شابمان على موقع الاتحاد الدولي (مؤرشف)  (الإنجليزية)
- كانداس شابمان على موقع الاتحاد الأوربي (الإنجليزية)
- كانداس شابمان على موقع قاعدة بيانات كرة القدم.إي يو (الإنجليزية)
- كانداس شابمان على موقع Soccerway.com (الإنجليزية)
- كانداس شابمان على موقع أوليمبيديا (الإنجليزية)
- كانداس شابمان على موقع اللجنة الأولمبية الكندية (الإنجليزية)